# Ганс-Йоахім Фуке
Ганс-Йоахім Фуке (нім. Hans-Joachim Fouquet; 7 квітня 1895, Брауншвейг — 17 лютого 1944, Черкаси) — німецький офіцер, генерал-майор вермахту. Кавалер Німецького хреста в золоті.

## Біографія
Після початку Першої світової війни 31 липня 1914 року був призваний у 2-й литовський польовий артилерійський полк № 37, командував взводом, потім батареєю і був ад'ютантом. У 1919/20 роках — особистий ад'ютант командувача зенітної артилерії 2-ї армії. В 1920 році демобілізований.
1 жовтня 1922 року вступив в рейхсвер і був призначений командиром взводу 2-го (прусського) артилерійського полку. З 1 лютого 1924 року — командир взводу 11-ї кінної батареї 6-го (прусського) артилерійського полку (Ферден-ан-дер-Аллер), з квітня 1932 по вересень 1934 року виконував обов'язки командира батареї. З 1 жовтня 1934 року — командир батареї 5-го артилерійського полку, з 1 квітня 1936 року — 2-го дивізіону 36-го артилерійського полку.
З квітня 1939 року — командир 1-го дивізіону 67-го артилерійського полку (Брауншвейг), з 22 березня 1940 року — 223-го артилерійського полку 223-ї піхотної дивізії, що після Французької кампанії була розгорнута як окупаційні сили в Бретані, потім — на узбережжі Ла-Маншу. На початку Німецько-радянської війни разом з своєю дивізією брав участь у наступі на Ленінград і наступній блокаді. З 24 грудня 1942 року — артилерійський командир 113, з 10 червня 1943 року — 107. З 2 листопада 1943 року — командир 112-ї дивізійної групи, яка 28 лютого 1944 року опинилась в Черкаському котлі. З 1 лютого 1944 року — командир корпусної групи «B» 43-го армійського корпусу. 17 лютого 1944 року важко поранений під час спроби прориву корпусу з котла і взятий у полон радянськими військами. Того ж дня помер від ран. Похований на німецькому військовому цвинтарі в Києві, розташування могили невідоме.

## Звання
- Лейтенант (22 травня 1915)
- Оберлейтенант (1 квітня 1925)
- Гауптман (1 квітня 1932)
- Майор (1 квітня 1936)
- Оберстлейтенант (1 серпня 1939)
- Оберст (1 лютого 1942)
- Генерал-майор (1 лютого 1944; посмертно заднім числом)

## Нагороди
- Залізний хрест 2-го і 1-го класу
- Почесний хрест ветерана війни з мечами
- Медаль «За вислугу років у Вермахті» 4-го, 3-го і 2-го класу (18 років)
- Застібка до Залізного хреста 2-го і 1-го класу
- Нагрудний знак «За участь у загальних штурмових атаках» 1-го ступеня
- Медаль «За зимову кампанію на Сході 1941/42»
- Німецький хрест в золоті (14 лютого 1944)